# Livingstonovy vodopády
Livingstonovy vodopády (francouzsky Chutes Livingstone) pojmenované po jejich objeviteli Davidu Livingstonovi, je souhrnný název pro peřeje na dolním toku řeky Kongo v rovníkové Africe na hranicích států Demokratická republika Kongo a Republika Kongo.
Peřeje se nacházejí mezi městy Kinshasa a Matadi. Na tomto 350 km dlouhém úseku řeka protéká k oceánu přes Jihoguinejskou vysočinu v hluboké (až 500 m) soutěsce. Šířka koryta se pohybuje mezi 400 až 500 m a místy se zmenšuje na 220 až 250 m. Na vzdálenosti mezi Kinshasou a Matadi řeka klesá o 270 m, přičemž vytváří přibližně 70 peřejí a vodopádů. Protože je řeka Kongo po Amazonce druhou nejvodnatější řekou, peřeje jsou považovány za nejvodnatější vodopády na světě.
Protože peřeje znemožňují vodní spojení z většiny povodí řeky k oceánu, byla vybudována železniční trať Matadi-Kinshasa k překonání této přírodní bariéry.
Ve spodní části peřejí – 96 metrů vysokých vodopádech Inga se v současnosti dobudovává systém obřích vodních elektráren, jež budou po dobudování schopné zásobovat většinu Afriky elektrickou energií.